# Haiti na letních olympijských hrách
Haiti na letních olympijských hrách startuje od roku 1900. Toto je přehled účastí, medailového zisku a vlajkonošů na dané sportovní události.

## Účast na Letních olympijských hrách
| Dějiště LOH            | LOH      | Vlajkonoš                         | Zlatá medaile | Stříbrná medaile | Bronzová medaile | Celkem |
| ---------------------- | -------- | --------------------------------- | ------------- | ---------------- | ---------------- | ------ |
| 1900 Paříž             | LOH 1900 | nebyl                             |               |                  |                  | 0      |
| 1924 Paříž             | LOH 1924 | nebyl                             |               |                  | 1                | 1      |
| 1928 Amsterdam         | LOH 1928 | nebyl                             |               | 1                |                  | 1      |
| 1932 Los Angeles       | LOH 1932 | nebyl                             |               |                  |                  | 0      |
| 1936 Německo           | 1936     |                                   |               |                  |                  | Ne     |
| 1948 Londýn            | 1948     |                                   |               |                  |                  | Ne     |
| 1952 Helsinky          | 1952     |                                   |               |                  |                  | Ne     |
| 1956 Melbourne         | 1956     |                                   |               |                  |                  | Ne     |
| 1960 Řím               | LOH 1960 | nebyl                             |               |                  |                  | 0      |
| 1964 Tokio             | 1964     |                                   |               |                  |                  | Ne     |
| 1968 Ciudad de México  | 1968     |                                   |               |                  |                  | Ne     |
| 1972 Mnichov           | LOH 1972 | Jules Meliner                     |               |                  |                  | 0      |
| 1976 Montréal          | LOH 1976 | nebyl                             |               |                  |                  | 0      |
| 1980 Moskva            | 1980     |                                   |               |                  |                  | Ne     |
| 1984 Los Angeles       | LOH 1984 | Ronald Agénor                     |               |                  |                  | 0      |
| 1988 Soul              | LOH 1988 | nebyl                             |               |                  |                  | 0      |
| 1992 Barcelona         | LOH 1992 | nebyl                             |               |                  |                  | 0      |
| 1996 Atlanta           | LOH 1996 | Adler Volmar                      |               |                  |                  | 0      |
| 2000 Sydney            | LOH 2000 | Nadine Faustin-Parker             |               |                  |                  | 0      |
| 2004 Athény            | LOH 2004 | Tudor Sanon                       |               |                  |                  | 0      |
| 2008 Peking            | LOH 2008 | Joel Brutus                       |               |                  |                  | 0      |
| 2012 Londýn            | LOH 2012 | Linouse Desravine                 |               |                  |                  | 0      |
| 2016 Rio de Janeiro    | LOH 2016 | Asnage Castelly                   |               |                  |                  | 0      |
| 2020 Tokio             | LOH 2020 | Sabiana Anestor Darrelle Valsaint |               |                  |                  | 0      |
| 2024 Paříž             | LOH 2024 |                                   |               |                  |                  | x      |
| Celkem                 | 17       |                                   | 0             | 1                | 1                | 2      |
| Zdroj na Olympedia.org |          |                                   |               |                  |                  |        |

## Listina medailistů
| Medal            | Sportovec                                                                     | LOH         | Sport                  |
| ---------------- | ----------------------------------------------------------------------------- | ----------- | ---------------------- |
| Bronzová medaile | Ludovic Augustin Destin Destine Eloi Metullus Astrel Rolland Ludovic Valborge | Haiti (HAI) | 1924 Sportovní střelba |
| Stříbrná medaile | Silvio Cator                                                                  | Haiti (HAI) | 1928 Atletika          |